# 東郷区
東郷区（とうきょう-く）は中華人民共和国江西省撫州市に位置する市轄区。

## 行政区画
- 街道:金峰街道
- 鎮:孝崗鎮、小璜鎮、圩上橋鎮、馬圩鎮、詹圩鎮、崗上積鎮、楊橋殿鎮、黎圩鎮、王橋鎮、紅星鎮
- 郷:珀玕郷、鄧家郷、虎圩郷、瑤圩郷

## 交通

### 鉄道
- 中国鉄路総公司
  - 滬昆旅客専用線
    - 撫州東駅

  - 滬昆線
    - 東郷駅

### 道路
- 高速道路
  - 滬昆高速道路
  - S42 東昌高速道路
- 国道
  - G320国道